# おさん茂兵衛
おさん茂兵衛（おさん もへえ）は、天和3年（1683年）に京都で発生した姦通事件を題材にした一連の文芸作品の通称・総称。井原西鶴の『好色五人女』で取り上げられた際の人物名から、おさん茂右衛門（おさん もえもん）ともいう。
もととなった事件（実説）は、大経師（もともとは朝廷御用の経師（表具職人）の長であるが、大経師暦という暦（京暦の一種）を発行する権利を与えられていた）の妻の「おさん」が手代の「茂兵衛」と密通し、その手引きをした女中の「お玉」ともども逃亡したが、捕らえられて3人ともに処刑されたというものである。当時姦通は死罪とされたが、主人の妻との姦通はとくに重罪と見なされうるものであり、おさんと茂兵衛には磔という重い処刑方法がとられた。格式のある家に起こった不名誉な出来事といえるこの事件は、当時大きな話題となった。

## 実際の事件
一連の作品のもとになった密通事件について、その後まもなくあったとみられる大経師家の断絶までも含めて、諏訪春雄は「大経師事件」と呼んでいる。
明治期に「春蘿生」という人物が紹介した、京都所司代の判決を抜き出して町代が書き留めた記録からは、以下のような事実関係がわかる。
四条烏丸の大経師意俊の妻であった「さん」が、手代の茂兵衛と密通した。「さん」と茂兵衛、およびその密通の仲介をした下女の「たま」の3人は、示し合わせて丹波国に逃亡したが、氷上郡山田村（現在の丹波市春日町山田）に潜伏していたところ捕らえられた。天和3年（1683年）9月22日、3人は洛中引き廻しの上、粟田口の刑場において、「さん」と茂兵衛が磔刑に、「たま」も獄門に処された。
この記録は、3人が捕縛されてからの措置（親族や町への預）や3人の周辺の処分（茂兵衛の兄弟3名と宿を貸した者1名の計4名が氷上郡などを追放、2名が丹波国・京都からの追放処分を受けた。奉公人請人2名・縁者1名・茂兵衛の世話人1名は本人を見つけ出したことでお咎めなしとされた）を関心の中心として書き留めたもので、おさんと茂兵衛の密通の経緯については記されていない。また、この史料には、粟田口の刑場の向かいにおさん・茂兵衛を弔うために石塔婆が建てられ、伏見の宝塔寺に墓があると付記されている。
なお、この事件が原因で大経師家が断絶したという説があるが、妻と使用人との密通で主人が罰せられる判例はほかになく疑わしい。院経師（同様に院から院経師暦を発行する権利を与えられた経師の家）菊沢家の記録『暦道一式』によれば、事件当時の大経師である浜岡権之助家（「意俊」は権之助の道号とみられる）は、貞享暦への改暦に際して院経師菊沢家との間に紛争を生じさせており、独占発行権を得られるようひそかに江戸町奉行に運動した。このことが京都所司代稲葉丹後守にとがめられ、ほかにも「不行跡」があることと合わせて貞享元年（1684年）12月前後と思われる時期に改易された（その後は降屋内匠家が権利継承を認められ、大経師暦を発行している）。おさん・茂兵衛の事件も「不行跡」の一つ（家中取り締まり不行届き）とされた可能性はあるが、改易の直接の原因とはされていない。

## 事件を扱った作品
この事件を扱った作品としては、井原西鶴『好色五人女』（1686年刊行）の巻三と、近松門左衛門の浄瑠璃『大経師昔暦（だいきょうじむかしごよみ）』（1715年初演）が著名である。両者ではともに、おさんが女中と寝床を交換していたところから、暗闇の中で期せずして姦通の罪を犯してしまう。その後の物語の描き方には差異があり、しばしば文学的な比較検討の対象とされる。近代以降では映画『近松物語』（1954年、溝口健二監督・依田義賢脚本）が知られ、西鶴と近松を下敷きとしながら独自の改変を加えている。

### 江戸時代

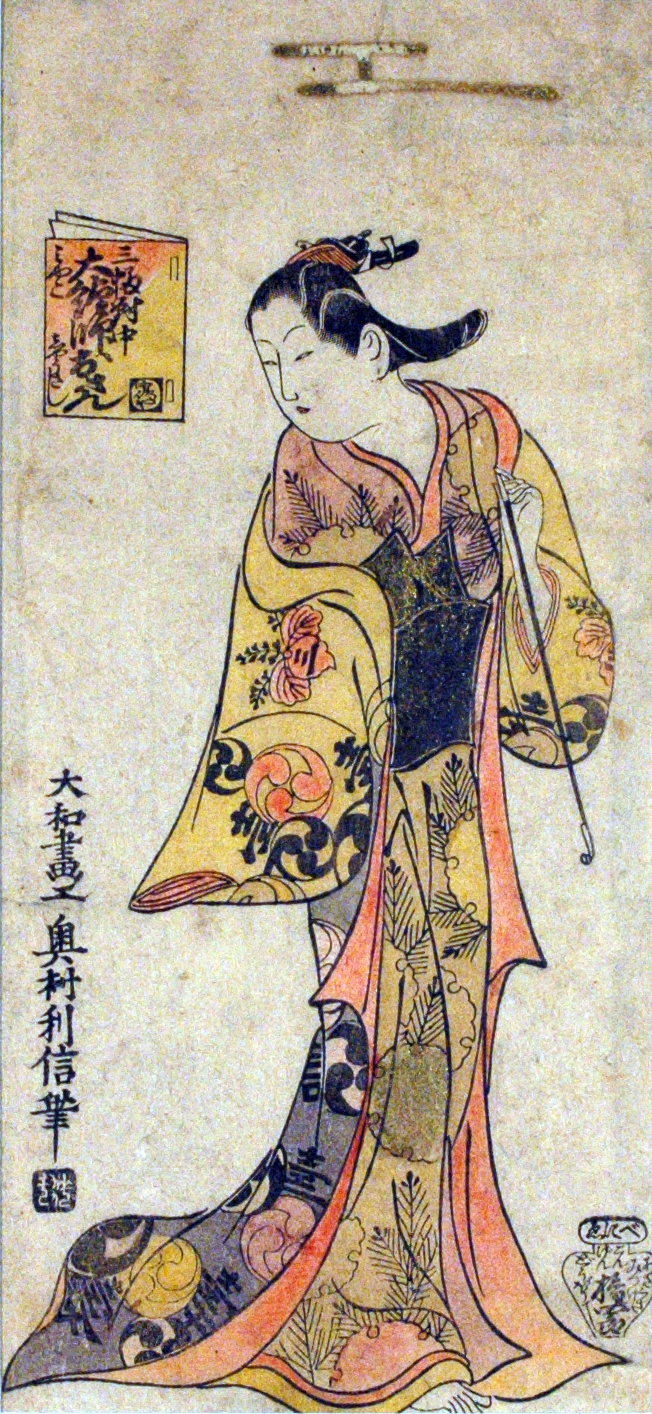
奥村利信画『三幅対中 大経師おさん』

事件後間もない時期に原型が作られたと思われる歌祭文（2種類が伝わるが筋書きはほぼ同じ）によれば、夫が江戸に下って不在中、お玉を介して渡された茂兵衛の恋文を読んだおさんはその情にほだされ、お玉に手引きをさせて一夜の思いを遂げさせる（西鶴や近松の描写とは異なり、両人が意識的に結んだ関係である）。茂兵衛は罪に恐れおののいたが、おさんは茂兵衛の弱気を退けてその後も関係を続け、ついには3人もろとも丹波へ逐電することになったという。
貞享3年（1686年）2月に刊行された西鶴の『好色五人女』の巻三「中段に見る暦屋物語」（通称「おさん茂右衛門」）では、「おさん」は実名通りであるが、密通相手は「茂右衛門」、女中は「おりん」の名で登場する。夫が江戸に下って不在中、おさんの親は身持ちの堅さを見込んで茂右衛門を派遣するが、茂右衛門を慕ったおりんの恋に巻き込まれる形で、おさんと茂右衛門は不測の事態から関係を持ってしまう。一度姦通を犯した二人は関係を重ね、琵琶湖で心中を偽装することまでして逃避行を続けるが、結局は捕らえられて処刑される。逃亡先での滑稽譚を含むなど物語は長く、登場人物も多いものの、姦通に関する部分の登場人物は少なく、おさん・茂右衛門の関係をおさんの愛欲・情念を中心に描いている。
元禄年間前半と推定される時期には大坂で『大経師』という歌舞伎狂言が演じられている（「茂兵衛」という人物が登場するが、内容の詳細や上演の時期等は不明）。元禄11年（1698年）には、京都の万太夫座の役者兼作者である金子吉左衛門（俳名：一高）が近松門左衛門と合作で「おさん茂兵へ」の脚本を制作している。この作品は伝わっていないが、金子の日記（『金子一高日記』）によれば主導権は金子が握っていたようで、近松が自らの構想を十分に生かせるものではなかったと推測される。
正徳5年（1715年）春、大坂の竹本座で近松の『大経師昔暦』が人形浄瑠璃として初演された。おさん茂兵衛の三十三回忌に合わせたもので、近松の三姦通物の一つとされる。近松の『大経師昔暦』では、周囲に多数の登場人物を配して複雑な事情や人間関係、「家」の体面などの当時の社会的な考え方を描いたうえで、図らず生じた姦通がもたらす悲劇を描いている。この作品ではおさんと茂兵衛の間に恋愛感情はなく「真の不義」ではない（ただし信頼関係はあり、逃避行の中で強い連帯関係に変化していく）というのが特徴である。結末では岐阜屋の菩提寺である黒谷（金戒光明寺）の和尚が登場し、牢舎に引かれる2人を「衣の徳」によって「助け」、諸人の歓声によって幕を下ろすが、僧侶による救済は追善曲ではよく用いられるプロットである。「助ける」の意味については、文字通りの助命に成功したという解釈と、刑死後の極楽往生による救済という解釈がある。
なお、実説ではおさん・茂兵衛とともに処刑されている女中の「お玉」であるが、『好色五人女』の「おりん」はおさんと茂右衛門の出会いをもたらす役割を果たすのみで物語から退場するのに対し、『大経師昔暦』の「お玉」は重要な役割を担う役どころで、唯一の肉親である伯父である講釈師の赤松梅龍によって手にかけられる。主人の窮地を救うためには仕える者が犠牲になるべきで、また身内であっても犠牲を払うことを厭わないという講談的な構図であるが、それがかえっておさん・茂兵衛の潔白を証明する機会を失わせるという、もう一つの悲劇になっている。
『大経師昔暦』は同年には歌舞伎としても上演された。『大経師昔暦』にはいくつかの改作があるが、その中では1740年に初代並木正三が手掛けた『恋八卦柱暦（こいはっけはしらごよみ）』が著名で、江戸時代にはもっぱら『恋八卦柱暦』が上演された。

### 近代以降
近代以降もさまざまな解釈で新たな脚本や映画・文学作品が生み出された。
1954年には溝口健二監督・依田義賢脚本で映画『近松物語』が制作された。川口松太郎が『大経師昔暦』をもとに戯曲化（小説「おさん茂兵衛」として『オール読物』に掲載、のち「近松物語」と改題）したものをもとに、さらに脚本が執筆されたものである。映画『近松物語』は、近松の『大経師昔暦』と西鶴の「おさん茂右衛門」を合わせたもので、前半は近松、後半は西鶴の筋に寄せている。誤解から不義密通の汚名を着せられたおさんと茂兵衛は逃亡し、ひとたびは琵琶湖で「心中」を図るものの、愛を知った2人はさらに逃避行を続けることを選び、ついには捕らえられて晴れやかな表情で刑場に引かれていくことになる。
1985年には『おさんの恋』としてテレビドラマ化（作：秋元松代、演出：和田勉）。2020年にはこれを舞台化した『恋、燃ゆる。』（上演台本・演出：石丸さち子）が明治座で上演された。
歌謡では、島津亜矢が歌う『おさん』（正式題は『近松門左衛門原作「大経師昔暦」より おさん』。作詞：宮沢守夫、作曲：村沢良介）が2000年にリリースされている。

## ゆかりの地
宝塔寺（京都市伏見区）には「おさん・茂兵衛の墓」が現存する。碑面に「宗有」とあるのが茂兵衛、「妙正」とあるのがおさんと伝えられる。このほか、宝迎寺（京都市山科区）にも「おさん・茂兵衛の墓」が伝わる。 
粟田口に建てられたという石塔婆（舟型の小碑）は寂光寺（京都市左京区）に移された。寂光寺は大経師の職を継いだ降屋内匠家の菩提寺で、同家歴代の墓に並べられている。
人口に膾炙したことから、地域によっては別の物語を生み出したケースもある。大阪府茨木市では、大坂から京都の商家に嫁いだ「おさん」と、丹波から来た奉公人の「茂平」が不義の仲となり、池田・能勢（能勢街道）と丹波とを結ぶ妙見街道の国見峠で心中したという話になっており、のちに（設立者・設立年代は不明という）供養塔兼道しるべ「おさん・茂平恋道中碑」が建てられ、ニュータウン（茨木サニータウン）開発に伴って山手台中央公園（山手台四丁目）に移設された。
兵庫県丹波市の柏原に伝わる説話では、おさんと茂兵衛はもともと氷上郡の旧家の出身（茂兵衛は山田の金川家の出身、おさんは「油良の殿様」という人物の娘であるという）で許嫁であったといい、「油良の殿様」が又貸ししたために行方不明になった金川家の宝刀の探索のために、ともに京都の「京師屋」に奉公に出る。おさんは京師屋の主人に見込まれてその嫁になるものの、おさんと茂兵衛は相手を忘れられずに不義の仲になり、丹波に逃れてくる。しかし沖田の森に隠れている際におさんが咳をしたために追手に捕らわれたという。柏原町沖田にはおさんと茂兵衛が潜伏していたという「おさんの森」があり、人々が冥福を祈って立てた祠は、咳の病気に効くとして信仰を集めるようになった。「おさんの森」には、川口松太郎が「おさん茂兵衛を偲ぶ」と記した碑がある。

## おさん茂兵衛の名を借りた作品
落語では「おさん茂兵衛」と題する作品が2種類知られている。1つは、江戸の呉服問屋の手代で堅物の茂兵衛が出張に赴く途中の上尾宿で、土地のならず者金五郎の女房おさんに恋慕し、のちに二人が逐電をする馴れ初めを語るというもので、別の不義密通の噺を三遊亭圓朝が改作した際におさん・茂兵衛の名を借りたもの。もう1つは上方落語の艶笑譚で、長屋に暮らす経師屋の女房おさんと隣人茂兵衛が姦通する。